# Zülpicher Straße (Köln)

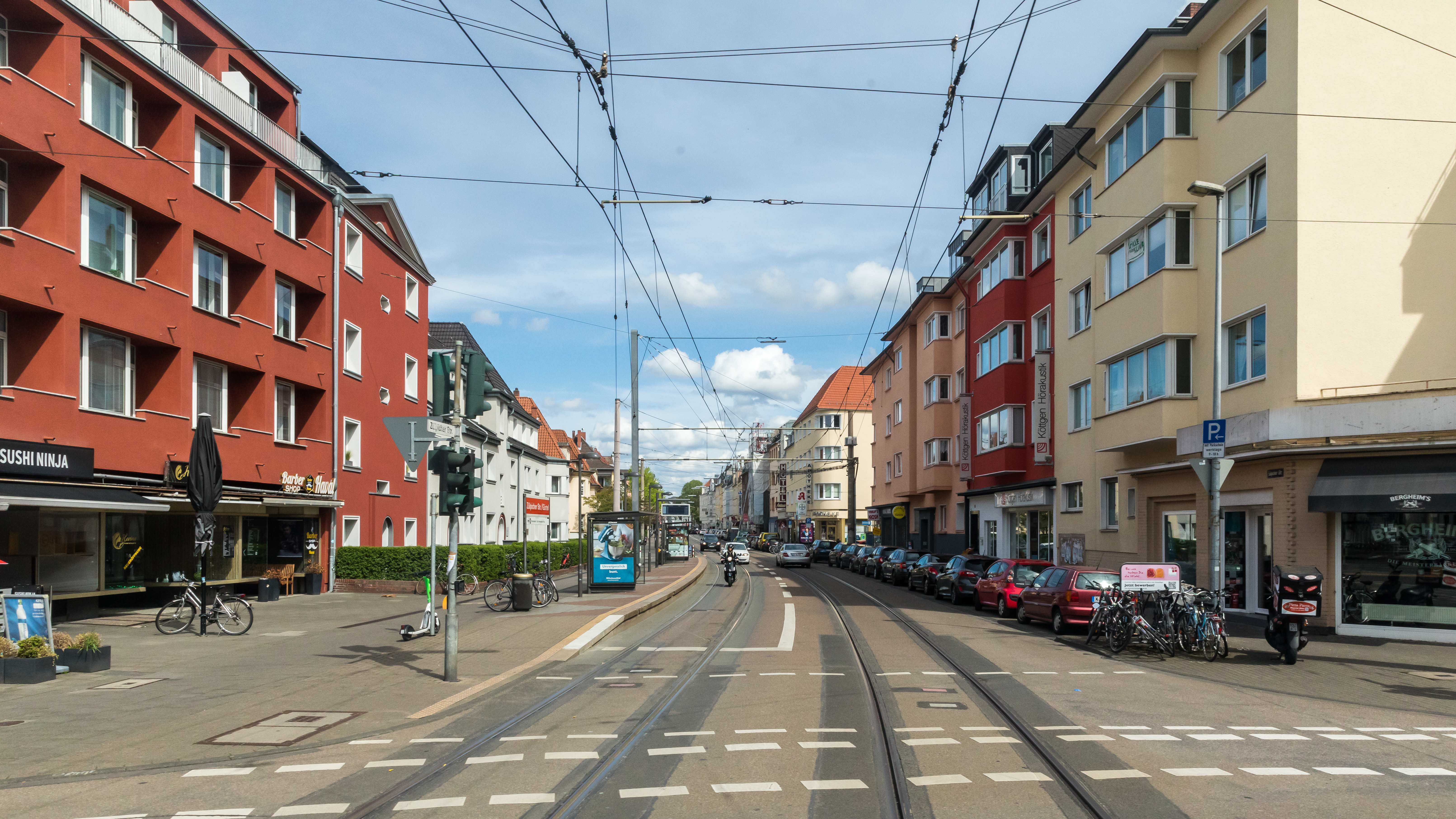
Zülpicher Straße, vom Sülzgürtel Richtung Nordosten

Die Zülpicher Straße in Köln (Nordrhein-Westfalen) führt vom Zülpicher Platz im Stadtteil Neustadt-Süd bis zur Gleueler Str. in Sülz. Bis 1884 nannte sich die Straße „Krieler Weg“.
Zwischen Zülpicher Platz und Südbahnhof, im „Kwartier Latäng“, befinden sich hauptsächlich Bars und Kneipen.